# ياكوب كاوا
ياكوب كاوا (بالبولندية: Jakub Kawa)‏ هو لاعب كرة قدم بولندي، ولد في 1 أكتوبر 1988 في موراغ في بولندا. لعب مع بالتيك غدينيا وزنيتشج بروشكوف وليخيا غدانسك.